# 전송선로

전송선로(Transmission line)는 전기공학에서 전자기파를 전도하기 위해 설계된 특수한 케이블이나 기타 구조물이다. 이 용어는 전송파동을 고려해야 할 만큼 충분히 전도체가 길 때 해당된다. 짧은 파장은 매우 짧은 거리에서 파장 현상이 발생할 수 있음을 의미하므로 특히 무선주파수 공항에 적용된다. 그러나 전송선로이론은 역사적으로 길이가 매우 긴 전신, 특히 해저 전신 케이블에서의 현상을 설명하기 위해 개발되었다.

## 역사
전송선로의 동작의 수학적 분석은 제임스 클러크 맥스웰, 제1대 켈빈 남작 윌리엄 톰슨, 올리버 헤비사이드를 통해 발전하였다.

## 같이 보기
- 종파 (물리학)